# You All Dat
You All Dat è un singolo del gruppo musicale bahamense Baha Men, pubblicato il 22 gennaio 2001 come secondo e ultimo estratto dal quinto album in studio Who Let the Dogs Out e incluso anche nell'album precedente 2 Zero 0-0.
Il brano è stato scritto da Nehemiah Heild, Herschel Small, Solomon Linda, Steven Greenberg, Mark Hudson e Michael Mangini e prodotto da questi ultimi tre.

## Tracce
CD Maxi (Europa)
1. You All Dat (Radio Edit) – 3:32
2. You All Dat (Berman Brother Radio Edit) – 3:51
3. You All Dat (Berman Brothers Remix Instrumental) – 3:49
4. You're Mine – 3:46

CD Maxi (Australia e Nuova Zelanda)
1. You All Dat (Berman Brothers Remix) – 3:47
2. You All Dat (Album) – 3:45
3. Who Let The Dogs Out (Club Mix) – 5:19
4. Who Let The Dogs Out (Hip-Hop Radio Mix) – 3:19
5. Who Let The Dogs Out (PAL Mix) – 3:13

## Classifiche

### Classifiche settimanali
| Classifica (2001) | Posizione massima |
| ----------------- | ----------------- |
| Australia         | 8                 |
| Austria           | 59                |
| Germania          | 62                |
| Irlanda           | 26                |
| Nuova Zelanda     | 21                |
| Regno Unito       | 14                |
| Stati Uniti       | 94                |
| Svezia            | 49                |
| Svizzera          | 86                |

### Classifiche di fine anno
| Classifica (2001) | Posizione |
| ----------------- | --------- |
| Australia         | 46        |